# Parafia Ikony Bogurodzicy „Wszystkich Strapionych Radości” w Kędzierzynie-Koźlu
Parafia Ikony Bogurodzicy „Wszystkich Strapionych Radości” – parafia prawosławna w Kędzierzynie-Koźlu, w dekanacie Wrocław diecezji wrocławsko-szczecińskiej. Jedyna parafia prawosławna w województwie opolskim.
Na terenie parafii funkcjonuje 1 cerkiew:
- cerkiew Ikony Bogurodzicy „Wszystkich Strapionych Radości” w Kędzierzynie-Koźlu – parafialna

## Historia

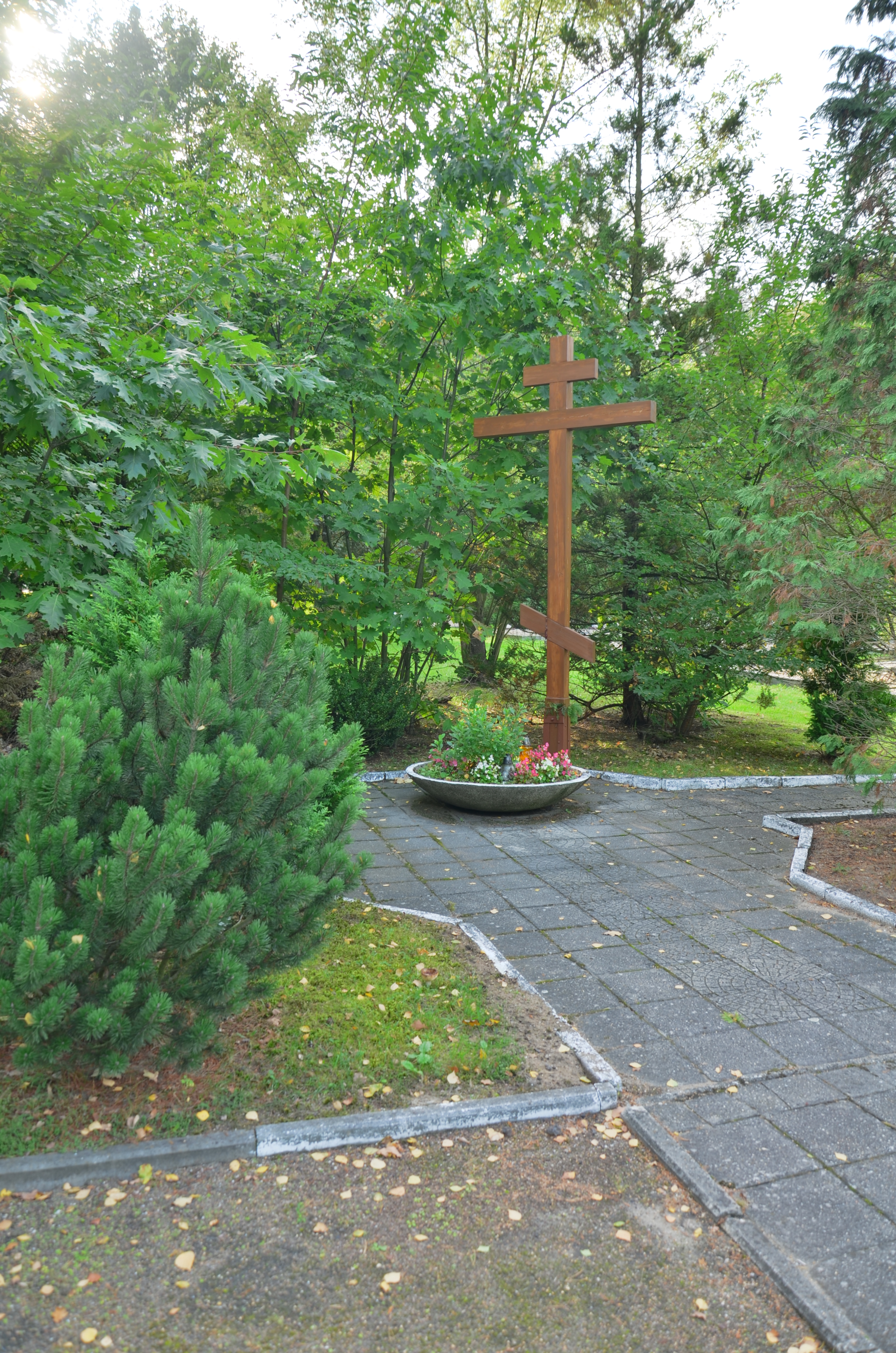
Krzyż prawosławny na Cmentarzu wojennym Armii Radzieckiej w Kędzierzynie-Koźlu

Pierwsi wyznawcy prawosławia osiedlili się na terenie dzisiejszego Kędzierzyna-Koźla w drugiej połowie lat 40. XX w.
Do kwietnia 2012 społeczność prawosławna w Kędzierzynie-Koźlu pozostawała pod opieką parafii w Sosnowcu. 26 kwietnia 2012 po raz pierwszy celebrowano w mieście nabożeństwo prawosławne – panichidę na Cmentarzu wojennym Armii Radzieckiej, przy ulicy Jana Pawła II. Od 13 maja tegoż roku nabożeństwa odprawiane były regularnie (co 2 tygodnie) w kościele ewangelicko-augsburskim (przy ulicy Aleksandra Głowackiego 17) przez duchowieństwo z Wrocławia. Parafię erygowano 16 września 2012 dekretem arcybiskupa wrocławskiego i szczecińskiego Jeremiasza. 9 maja 2013 parafia nabyła wolnostojący murowany budynek (przy ulicy Kościelnej 11, w dzielnicy Kędzierzyn). 15 października tegoż roku rozpoczęto przebudowę obiektu w celu urządzenia w nim cerkwi parafialnej. Konsekracja gotowej świątyni odbyła się 10 maja 2014.
Parafię tworzą Polacy, Łemkowie, Ukraińcy, Białorusini, Rosjanie i Mołdawianie. W 2013 r. wspólnota liczyła niespełna 30 wiernych.
Od sierpnia 2018 r. parafia prowadzi punkt duszpasterski Poczajowskiej Ikony Bogurodzicy w Opolu; nabożeństwa są odprawiane w rzymskokatolickim kościele Świętych Apostołów Piotra i Pawła przy Placu Adama Mickiewicza 1. 7 sierpnia 2021 r. arcybiskup wrocławski i szczeciński Jerzy poświęcił plac pod budowę opolskiej cerkwi (przy ulicy Dworskiej).

## Wykaz proboszczów
- od 2012 – ks. Stanisław Strach